# August Wilhelm von Horn

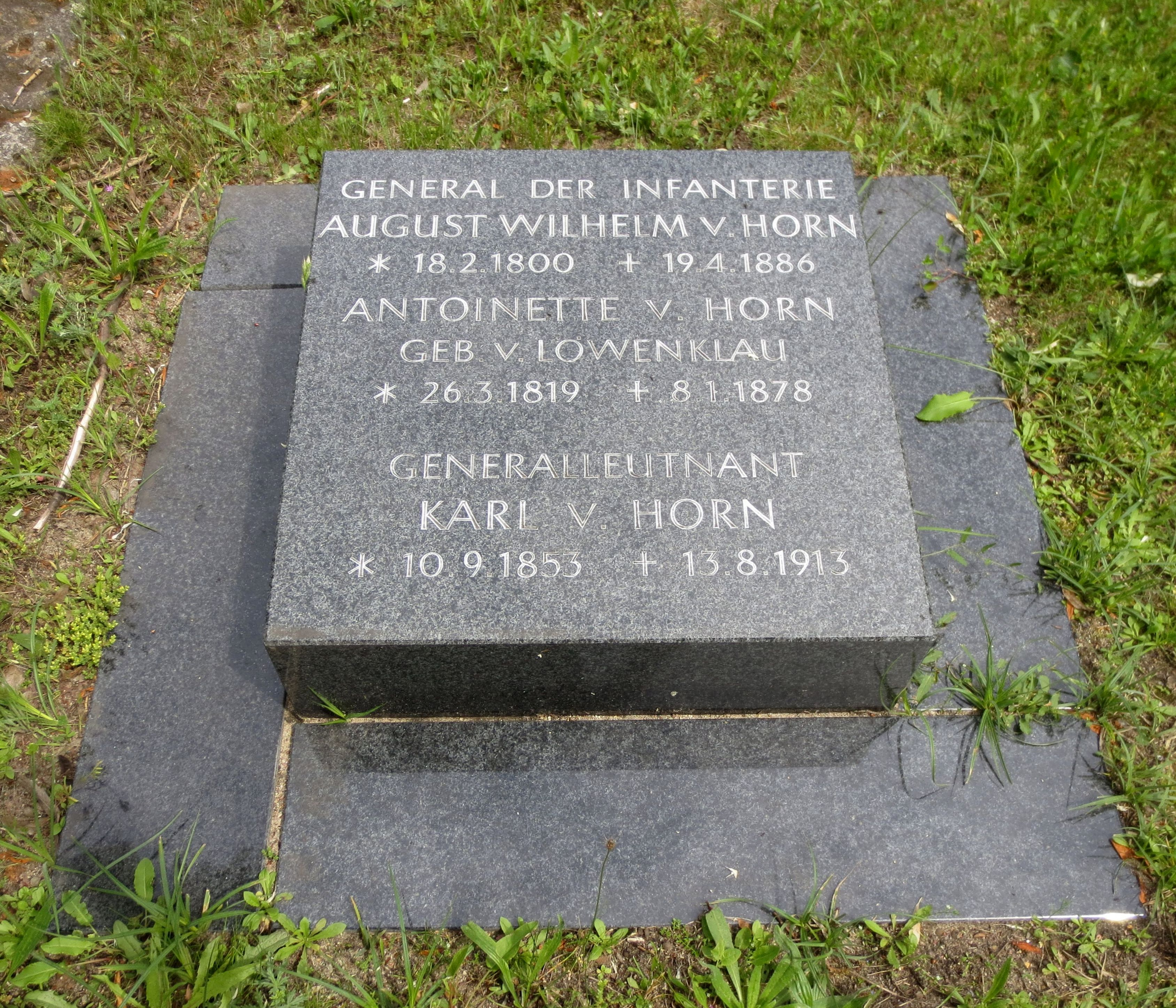
Berlin, Mitte, Invalidenfriedhof, Feld C, Grab August Wilhelm + Karl von Horn, Restitutionsstein, 2010

August Wilhelm von Horn (* 18. Februar 1800 in Loschen, Kreis Preußisch Eylau; † 19. April 1886 in Berlin) war ein preußischer Offizier, zuletzt General der Infanterie.

## Leben

### Herkunft
August Wilhelm war der Sohn von Karl Gottlieb (Carl Gottlob) von Horn (* 11. November 1771 in Ischdaggen; † 14. Februar 1852 in Danzig), Herr auf Michelau, und dessen Ehefrau Charlotte Christina Eva, geborene Meyer († 14. Mai 1852 in Stettin). Einer seiner Brüder war der Generalmajor Adolf von Horn.

### Militärkarriere
Horn trat Mitte Mai 1816 als Musketier in das 4. Infanterieregiment der Preußischen Armee ein. Dort wurde er am 20. Februar 1819 zum Sekondeleutnant befördert und absolvierte 1822/25 die Allgemeine Kriegsschule. Ende März 1828 folgte seine Ernennung zum Adjutant der 3. Infanterie-Brigade. Zunächst als Premierleutnant, später als Kapitän war Horn von Ende März 1836 für vier Jahre Adjutant der 2. Division. Anschließend verwendete man ihn als Kompaniechef im 22. Infanterieregiment und mit seiner Beförderung zum Major am 27. März 1847 wurde Horn Kommandeur des II. Bataillons im 4. Landwehrregiment. Er kam am 29. April 1851 als Bataillonskommandeur in das 1. Infanterieregiment, wurde am 22. März 1853 Oberstleutnant und schließlich am 2. November 1854 zum Kommandeur des 20. Infanterieregiments ernannt. In dieser Stellung am 15. Juli 1855 zum Oberst befördert, war Horn ab 6. August 1857 Kommandant von Stettin und wurde am 19. September à la suite des Regiments gestellt.
Vom 13. Mai 1858 bis 14. März 1859 war Horn Kommandeur der 26. Infanterie-Brigade in Münster, wurde zwischenzeitlich am 22. November 1858 Generalmajor und übernahm anschließend die 4. Infanterie-Brigade. Diese Brigade gab er am 5. Mai 1862 ab und wurde Kommandeur der 8. Division. Kurz darauf am 13. Dezember 1862 zum Generalleutnant befördert, führte Horn die Division 1866 im Krieg gegen Österreich. In der Schlacht bei Podol blieb er gegen die sogenannte österreichische „Eiserne Brigade“ siegreich und konnte rund 500 Gefangene einbringen. Auch in der folgenden Schlacht bei Königgrätz konnte sich Horn bewähren. Nach vor dem Friedensschluss wurde er von seinem Posten abgelöst und am 15. Juli 1866 zum Inspekteur der Infanterie des II. Reserve-Korps ernannt. Zwei Monate später zu den Offizieren von der Armee überführt, wurde Horn am 6. Oktober 1866 unter Beförderung zum General der Infanterie mit Pension zur Disposition gestellt.
Für die Dauer des Krieges gegen Frankreich 1870/71 war Horn stellvertretender Kommandierender General des IV. Armee-Korps.
Nach seinem Tod wurde er am 22. April 1886 auf dem Invalidenfriedhof in Berlin beigesetzt.

### Auszeichnungen
Horn war Ritter des Johanniterordens. Außerdem hatte er für seine langjährigen Verdienste folgende Orden und Ehrenzeichen erhalten:
- Großkreuz des Herzoglich Sachsen-Ernestinischen Hausordens am 15. November 1863
- Großkreuz des Hausordens vom Weißen Falken am 12. November 1864
- Roter Adlerorden I. Klasse mit Eichenlaub und Schwertern am 20. September 1866

### Familie
Horn heiratet am 11. November 1839 in Bolschau Maria Antoinette Konstantia Freiin d’Orville von Löwenklau (* 26. März 1819 in Mühlberg; † 8. Januar 1878 in Berlin). Aus der Ehe gingen zwölf Kinder hervor, die teils früh verstarben:
- Richard Adolf Ferdinand (* 29. August 1840 in Neiße; † 8. September 1870 in Gorze), preußischer Premierleutnant im 2. Garde-Regiment zu Fuß
- Antonie Luise Charlotte (* 3. August 1841 in Gohra; † 20. Oktober 1842 in Neiße)
- Hugo Louis Oskar (* 13. Juli 1842 in Gohra; † 1. April 1845 in Neiße)
- Klara Ida Pauline (* 23. August 1843 in Böhmischdorf)
- Adolf Rudolf Karl August (* 1. Dezember 1844 in Neiße), preußischer Major a. D.
- August Hugo Oskar (* 17. August 1849 in Preußisch-Holland; † 31. Januar 1871 in Stettin), Einjährig-Freiwilliger im Infanterie-Regiment Nr. 54
- Karl August Ferdinand (* 10. September 1853 in Danzig; † 13. August 1913), preußischer Generalleutnant ⚭ Veronika Ida Amalie von Heyking (* 7. Juni 1863)
- Erich Axel Rudolf (* 3. Februar 1857 in Torgau; † 1916), preußischer Generalmajor ⚭ Else Crede (* 11. April 1862)
- Martha Marie Eva Antoinette (* 11. September 1860 in Danzig; † 12. Januar 1934) ⚭ am 8. Oktober 1880 in Berlin Hans von Winterfeld, preußischer General der Infanterie